# داگنی
داگنی (به لاتین: Dagni) یک منطقهٔ مسکونی در روسیه است که در داغستان واقع شده‌است.